# Haplochromis rufus
Espèce
Synonymes
- Lithochromis rufus Seehausen & Lippitsch, 1998

Statut de conservation UICN

 LC  : Préoccupation mineure
Haplochromis rufus est une espèce de poissons de la famille des Cichlidés. Elle est endémique du golfe Mwanza dans le sud du lac Victoria en Tanzanie.

## Description
Haplochromis rufus mesure jusqu'à 86 mm.